# 德式煎土豆

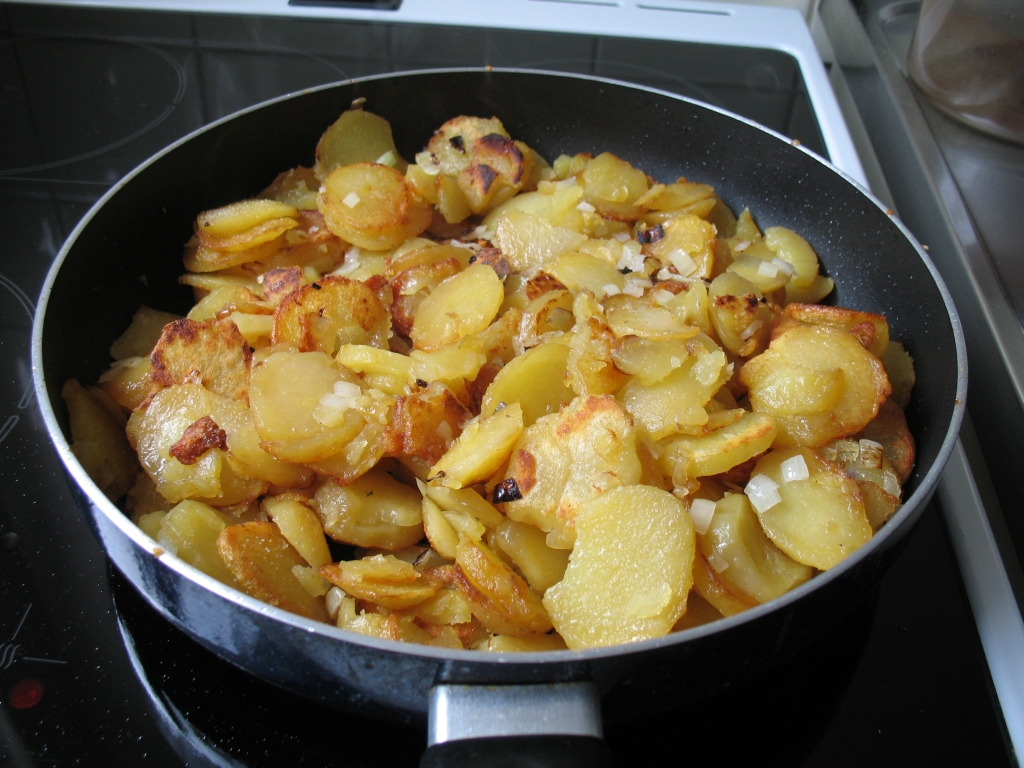
德国人经常将馬鈴薯片与洋葱丁同煎

德式煎馬鈴薯是德国菜中一道常见的配菜。馬鈴薯通常切成大小薄厚一致的薄片而煎，有时可加以洋葱丁、青椒丁或/和腌肉丁同煎。19世纪末传入美国，英語称为英語：。

## 准备

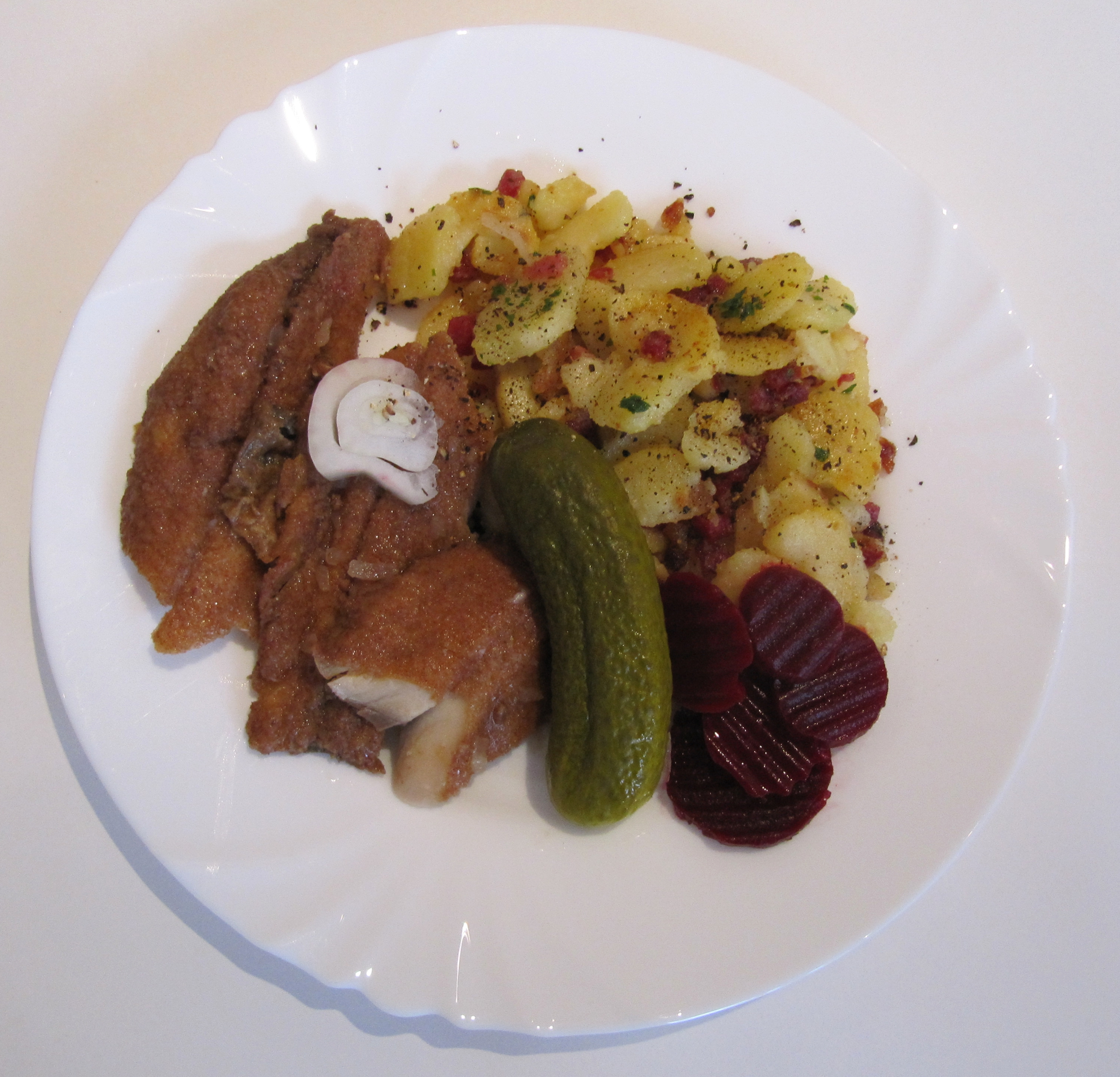
煎鲱鱼配培根煎土豆

在1845年德国人Henriette Davidis撰写的一本菜谱中列举了煎土豆的制作过程，烹饪过程包括煎制土豆和其他配菜。